# Andreu Balaguer i Merino
Andreu Balaguer i Merino (Barcelona, 31 d'octubre de 1848- ídem, 5 d'octubre de 1883) fou un historiador, passant de notari i publicista català que va participar del moviment de la Renaixença.

## Biografia
Fill de Jaume Balaguer i Torner, natural d'Ivars d'Urgell, i de Manuela Merino López, natural de Barcelona, de família barcelonina de classe mitjana, va poder estudiar dret i treballà un temps de passant de notari. Com que era catalanista ja el 1867, amb només 19 anys, era membre del grup de publicistes que el 1870 es formalitzarien en l'entitat La Jove Catalunya. Tot i que sempre va investigar de manera aficionada, Balaguer va assolir un reputat prestigi com a historiador; de fet va ser membre de l'Acadèmia de Bones Lletres des del 1876, era corresponent de l'Academia de la Historia de Madrid, i membre d'altres organitzacions erudites espanyoles i europees, cosa que li permeté mantenir el contacte amb historiadors francesos i italians. Va escriure diversos articles i nombroses ressenyes crítiques d'història literària i medieval a la revista "La Renaixença".

## Obra
La seva tasca historiogràfica cal emmarcar-la dins del romanticisme i de fet no s'estalvia el típic sentimentalisme d'aquest moviment; però Balaguer també aplicava les normes del criticisme, sobretot en les seves obres breus sobre documents històrics. De fet, els temes de què escrivia i el ritme amb què ho feia depenien de les troballes de documents originals que feia en arxius o botigues especialitzades. La seva bibliografia, per tant, és més aviat de temes molt variats i no té una trajectòria profunda, però sí que és evident la seva preferència per la història de la cultura. A diferència d'altres autors contemporanis, de Balaguer en destaca que normalment va escriure en llengua catalana.

### Obres
- La Festa de Sant Pere en lo castell de Belloch (1877)
- Un Document inédit relatif à la Chronique catalane du Roi Jacme Ier. d'Aragon (1877)
- De las costums nupcials catalanas en lo segle XIV (1877)
- La Festa de Sant Pere en lo castell de Belloch (1877)
- Lo Carnestoltes á Barcelona en lo segle XVII (1877)
- Ordinacions y bans del comtat d'Empurias (1879)[3]
- Don Pedro el Condestable de Portugal : considerado como escritor, erudito y anticuario, 1429-1466 : estudio histórico-bibliográfico (1881)[3]
- Lo Canonge Ripoll, ses obres, y sa influencia en los estudis histórichs de la comarca de Vich (1882)